# Friedel Lutz
Friedel Lutz, właśc. Alfred Lutz (ur. 21 stycznia 1939 w Bad Vilbel, zm. 7 lutego 2023) – niemiecki piłkarz, obrońca, reprezentował Niemcy Zachodnie. Srebrny medalista Mistrzostw Świata 1966. Długoletni zawodnik Eintrachtu Frankfurt.
Zaczynał w FV Bad Vilbel. Piłkarzem Eintrachtu był w latach 1957–1966 oraz 1967–1973. W sezonie 1966/1967 grał w TSV 1860 Monachium. Z Eintrachtem brał udział w finale Pucharu Europy Mistrzów Krajowych w 1960, przegranym 3–7 z Real Madrid CF. W Bundeslidze rozegrał ponad 200 spotkań.
W reprezentacji Niemiec Zachodnich zadebiutował 3 sierpnia 1960 w meczu z reprezentacją Islandii. Do 1966 rozegrał w reprezentacji 12 spotkań. Podczas mistrzostw świata 1966 zagrał tylko w jednym meczu, półfinale z reprezentacją Związku Radzieckiego. Był to jego ostatni reprezentacyjny występ.